# Käthe Kalweit
Käthe Kalweit (* 2. Mai 1909 in Remscheid; † 22. Mai 1950) war eine sozialdemokratische Landtagsabgeordnete in Nordrhein-Westfalen.
Kalweit war vom 2. Oktober 1946 bis zum 19. April 1947 in beiden Ernennungsperioden Mitglied des ernannten Landtages von Nordrhein-Westfalen.